# Zambijská fotbalová reprezentace
Zambijská fotbalová reprezentace známá pod přezdívkou Chipolopolo (Měděné střely) je řízena Zambijskou fotbalovou federací, která byla založena roku 1929 a je členem FIFA od roku 1964. Tým dříve hrál pod názvem Severní Rhodésie.
Fotbal se v Zambii rozvíjel od první světové války zásluhou britských zaměstnanců v měděných dolech na severu země. V roce 1946 sehráli fotbalisté tehdejší Severní Rhodesie první mezistátní zápas, v němž zdolali Jižní Rhodesii 4:0. Od vyhlášení nezávislosti se země zařadila mezi africkou špičku. Na kontinentálním mistrovství získali stříbro v letech 1974 a 1994 a bronz v letech 1978, 1990 a 1996. Za největší úspěch v historii zambijského fotbalu se označuje vítězství na Africkém poháru národů 2012. Zambie dokázala, po bezbrankové remíze, zdolat až na penalty tým Pobřeží slonoviny. Hráči tak uctili památku svých předchůdců ze zambijského národního týmu, kteří v roce 1993 zahynuli při letecké katastrofě poblíž Libreville, kde se právě toto finále hrálo. Na Olympiádě v Soulu překvapila Zambie vítězstvím nad Itálií 4:0 (tři góly vstřelil Kalusha Bwalya, se 102 starty nejlepší hráč v zambijské historii) a postupem do čtvrtfinále, kde podlehli západním Němcům 0:4. Tento tým se stal základem seniorské reprezentace, která byla blízko postupu na Mistrovství světa ve fotbale 1994. Tuto snahu zmařila tragédie 27. dubna 1993, kdy se letadlo, kterým mužstvo cestovalo na zápas do Senegalu, zřítilo do moře po mezipřistání v Libreville. Zemřelo třicet pasažérů, z toho osmnáct fotbalistů, mezi nimi hráč pražské Sparty Timothy Mwitwa.   Mužstvo složené z náhradníků nakonec přišlo o postup vinou jediného gólu inkasovaného v Maroku, ale obdrželo cenu BBC African Footballer of the Year za vůli.
V roce 1996 dosáhl tým nejlepšího postavení na žebříčku FIFA, když byl patnáctý, v lednu 2012 mu patří 71. příčka. Domácí zápasy hraje na Stadiónu nezávislosti v Lusace, barvy dresů je zelená, oranžová a bílá.

## Mistrovství světa
| Rok    | Účast                                           | Soupisky |
| ------ | ----------------------------------------------- | -------- |
| 1950   | Bez účasti                                      |          |
| 1954   | Bez účasti                                      |          |
| 1958   | Bez účasti                                      |          |
| 1962   | Bez účasti                                      |          |
| 1966   | Bez účasti                                      |          |
| 1970   | Nepostoupili z kvalifikace                      |          |
| 1974   | Nepostoupili z kvalifikace                      |          |
| 1978   | Nepostoupili z kvalifikace                      |          |
| 1982   | Nepostoupili z kvalifikace                      |          |
| 1986   | Nepostoupili z kvalifikace                      |          |
| 1990   | Nepostoupili z kvalifikace                      |          |
| 1994   | Nepostoupili z kvalifikace                      |          |
| 1998   | Nepostoupili z kvalifikace                      |          |
| 2002   | Nepostoupili z kvalifikace                      |          |
| 2006   | Nepostoupili z kvalifikace                      |          |
| 2010   | Nepostoupili z kvalifikace                      |          |
| 2014   | Nepostoupili z kvalifikace                      |          |
| 2018   | Nepostoupili z kvalifikace                      |          |
| Celkem | Účast – 0× Zlato – 0×, Stříbro – 0×, Bronz – 0× |          |

## Ocenění
- BBC African Footballer of the Year: 1994